# Dičina
La Dičina (en serbe cyrillique : Дичина) est une rivière de Serbie. Elle a une longueur de 35 km et elle est un affluent gauche de la Čemernica.
La Dičina appartient au bassin versant de la mer Noire. Son propre bassin couvre une superficie de 394 km2. Elle n'est pas navigable.

## Géographie
La Dičina prend sa source au mont Suvobor, à une altitude de 754 m. Elle naît de la réunion de la Mala Dičina, qui jaillit sur les pentes du mont Rajac, et de la Velika Dičina, qui prend sa source au pied du mont Mali Suvobor. À la hauteur du village de Šarani, la rivière forme une chute d'eau et, près du village de Preljina, elle se jette dans la Čemernica, un affluent gauche de la Zapadna Morava.
Dans son parcours, elle reçoit de nombreux petits affluents, dont les plus importants sont la Velika Dičina, la Drenovica, la Mala Dičina, l'Ozremica, la Brančica, la Klatičevska reka et la Despotovica.
L'Ibarska magistrala, la « route de l'Ibar », passe par la vallée de la Dičina et de la Despotovica.